# Кіржа Олена Максимівна
Олена Максимівна Кіржа (нар. 3 червня 1924, тепер Вінницька область — ?) — українська радянська діячка, новатор сільськогосподарського виробництва, доярка колгоспу імені Леніна Гайсинського району Вінницької області. Депутат Верховної Ради УРСР 6-го скликання.

## Біографія
Народилася в селянській родині. Трудову діяльність розпочала колгоспницею.
З 1955 року — доярка колгоспу імені Леніна села Губник Гайсинського району Вінницької області.
Потім — на пенсії у селі Губнику Гайсинського району Вінницької області.

## Нагороди
- ордени
- медалі